# Extra (álbum)
Extra é um álbum de estúdio lançado em 1983 por Gilberto Gil. O disco foi gravado e mixado no estúdio Transamérica (Rio de Janeiro) e foi lançado pela WEA Discos. As canções ainda demonstram influência, assim como nos álbum anteriores, Luar e Um Banda Um  do reggae (faixa-título) e influências do rock (Punk da Periferia - com participação de Lulu Santos e de Serginho Herval na bateria) e do funk (Funk-se Quem Puder).

## Faixas
Lado A
1. - Extra (05:53)
2. - Elá, poeira (03:55)
3. - Mar de Copacabana (03:25)
4. - A Linha e o Linho (03:06)
5. - Preciso de você (03:52)

Lado B
1. - Punk da Periferia (05:19)
2. - Funk-se Quem Puder (03:09)
3. - Dono do pedaço (04:18)
4. - Lady Neyde (03:52)
5. - O veado (03:41)

Faixas bônus (somente no CD)
1. - Elá, poeira (remix) (05:22)
2. - Punk da Periferia (instrumental) (05:01)
3. - Punk da Periferia (primeira versão) (05:33)
4. - Funk-se Quem Puder (primeira versão) (05:45)
5. - O veado (primeira versão) (06:14)

## Músicos
- Gilberto Gil: voz, guitarra, violão e percussão
- Liminha: arranjos, baixo, guitarra, teclados e bateria digital nas faixas "Extra", "Elá, Poeira", "Punk da Periferia"
- Celso Fonseca: guitarra
- Téo Lima: bateria nas faixas "Elá, Poeira", "Preciso de Você" e "Funk-se Quem Puder"
- Wilson Meirelles: bateria nas faixas "Mar de Copacabana" e "Lady Neyde"
- Rubens Sabino: baixo nas faixas "Mar de Copacabana", "Preciso de Você" e "Lady Neyde" e Memory Moog na faixa "Extra"
- Jorjão Barreto: piano e teclados
- Nara Gil: vocais
- Neila Carneiro: vocais
- Beto Saroldi: saxofones
- Leo Gandelman: saxofones
- Bidinho: trombone na faixa "Extra"
- Repolho: percussão
- Nando: baixo  nas faixas "A Linha e o Linho" e "Punk da Periferia"
- Lulu Santos: guitarra e vocais na faixa "Punk da Periferia"
- Serginho Herval: bateria nas faixas "A Linha e o Linho" e "Punk da Periferia"

## Ficha Técnica
- Produção e direção artística: Liminha
- Coordenação de produção: Tereza Teixeira
- Assistentes de produção: Flora Giordano
- Estúdio de gravação e mixagem: Transamérica (RJ)
- Gerência técnica: Dudu Marques
- Técnicos de gravação: Vitor Farias, Cláudio Farias, Rafael Azulay, Vanderlei Loureiro e Liminha
- Auxiliares de estúdio: Magro (O poeta), Enock de Oliveira, Mauro Moraes, Lacy Moraes e Billy
- Assistência técnica: Ricardo Garcia, Eduardo Pastorelli, Walter Guimarães e Mário Monteiro
- Contrarregras: Carlos Marques e Evaristo "Branco"
- Programação de Synergy e GSII: Marcos Resende
- Corte: Osmar Furtado (Odeon, Rio)
- Fotos capa e contracapa: Marisa Alvarez de Lima
- Ilustração interna da capa: Jejo Cornelsen e Ricky Bols
- Ilustrações capa e contracapa: Antonio Homobono
- Artes: Maysa Manso e Dulce Bittencourt
- Produção gráfica: Ao Lápis Estúdio